# Ibrahima Wade
Ibrahima Wade, född den 6 september 1968, är en fransk före detta friidrottare som tävlade i kortdistanslöpning främst på 400 meter.
Wade tävlade fram till och år 2000 för sitt hemland Senegal och blev vid de Afrikanska mästerskapen 1996 guldmedaljör på 400 meter. Han följde upp det med att bli bronsmedaljör 1998. 
Han deltog vid både VM 1997 och 1999 där han båda gångerna blev utslagen i semifinalen. Han deltog även vid Olympiska sommarspelen 2000 men blev denna gång utslagen redan i försöken.
Hans sista stora mästerskap blev EM 2002 där han blev bronsmedaljör med det franska stafettlaget över 4 x 400 meter.

## Personliga rekord
- 400 meter - 45,05